# Зноб
Зноб — закритий зупинний пункт Конотопської дирекції Південно-Західної залізниці. Знаходився на території Росії, однак був підпорядкований Укрзалізниці. 
Зупинний пункт було відкрито 1931 року. Мав код 349912, у системі Експрес 2200802.
Був розташований на лінії від ст. Хутір-Михайлівський після станції Перемога (відстань 23 км).
1 жовтня 2004 року припинений рух поїздів від станції Чигинок в бік Росії; до 2008 року колії на дільниці між станцією Чигинок та кордоном з Росією були демонтовані.
Станція Чигинок, розташована між з. п. Зноб і ст. Перемога, закрита 2011 року. З 15 лютого 2014 року було закрито усю дільницю Хутір-Михайлівський — Зноб.